# Seattle (wódz)

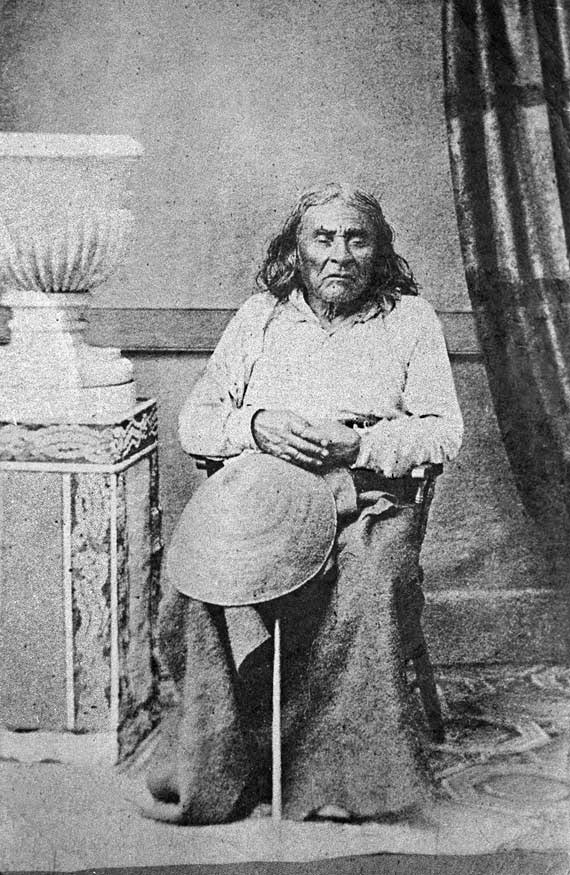
Jedyne znane zdjęcie wodza Seattle

Seattle, właśc. Si’ahl (ok. 1780 – 7 czerwca 1866) – wódz plemienia Duwamish. Znany z przypisywanej mu przemowy, którą miał wygłosić 1855 roku, odpowiadając na żądanie sprzedaży ziemi prezydentowi USA, Franklinowi Pierce’owi. Jej tekst został spisany i przetłumaczony na angielski kilka lat później, stąd kontrowersje odnośnie do samego faktu, jak też i wierności przekazu. Imieniem wodza nazwano miasto Seattle.